# Nacka (tunnelbanestation)
Nacka är en planerad tunnelbanestation inom Stockholms tunnelbana, i anslutning till nybyggnadsområden inom projektet Nacka stad. I sydväst får stationen uppgångar mot ett nytt torg i korsningen Vikdalsvägen/Skvaltans väg, och även anslutningar till en planerad bussterminal och busshållplatser i gata. I nordost får stationen uppgångar i planerade nya kvarter norr om Värmdöleden, samt till motorvägshållplatser för buss. Tunnelbanestationen är ändstation för Blå linjens pågående utbyggnad mot Nacka och förväntas öppna år 2030. Stationen utformas så att en eventuell fortsatt utbyggnad österut är möjlig.